# 伊洛瓦底江半鱨
伊洛瓦底江半鱨，為輻鰭魚綱鯰形目鱨科的其中一種，為熱帶淡水魚類，分布於亞洲緬甸伊洛瓦底江、Sittang 及Pegu流域，體長可達29.1公分，棲息在底層水域，生活習性不明。

## 扩展阅读
維基物種上的相關：伊洛瓦底江半鱨